# Bonac (Cantal)
Bonac (en francès Bonnac) és un municipi francès situat al departament de Cantal i a la regió d'Alvèrnia-Roine-Alps. L'any 2007 tenia 150 habitants.

## Demografia

### Població
El 2007 la població de fet de Bonnac era de 150 persones. Hi havia 68 famílies de les quals 16 eren unipersonals (8 homes vivint sols i 8 dones vivint soles), 32 parelles sense fills i 20 parelles amb fills.
La població ha evolucionat segons el següent gràfic:
Habitants censats

### Habitatges
El 2007 hi havia 134 habitatges, 70 eren l'habitatge principal de la família, 46 eren segones residències i 18 estaven desocupats. Tots els 134 habitatges eren cases. Dels 70 habitatges principals, 63 estaven ocupats pels seus propietaris, 5 estaven llogats i ocupats pels llogaters i 2 estaven cedits a títol gratuït; 2 tenien dues cambres, 25 en tenien quatre i 43 en tenien cinc o més. 56 habitatges disposaven pel capbaix d'una plaça de pàrquing. A 26 habitatges hi havia un automòbil i a 33 n'hi havia dos o més.

### Piràmide de població
La piràmide de població per edats i sexe el 2009 era:
| Homes | Edats   | Dones |
| ----- | ------- | ----- |
| 0     | 95 o +  | 0     |
| 0     | 90 a 94 | 0     |
| 4     | 85 a 89 | 0     |
| 0     | 80 a 84 | 0     |
| 8     | 75 a 79 | 0     |
| 4     | 70 a 74 | 16    |
| 0     | 65 a 69 | 0     |
| 12    | 60 a 64 | 12    |
| 8     | 55 a 59 | 8     |
| 8     | 50 a 54 | 0     |
| 8     | 45 a 49 | 4     |
| 12    | 40 a 44 | 8     |
| 0     | 35 a 39 | 8     |
| 4     | 30 a 34 | 0     |
| 0     | 25 a 29 | 0     |
| 12    | 20 a 24 | 0     |
| 0     | 15 a 19 | 8     |
| 12    | 10 a 14 | 8     |
| 0     | 5 a 9   | 4     |
| 4     | 0 a 4   | 0     |

## Economia
El 2007 la població en edat de treballar era de 91 persones, 57 eren actives i 34 eren inactives. De les 57 persones actives 52 estaven ocupades (33 homes i 19 dones) i 5 estaven aturades (3 homes i 2 dones). De les 34 persones inactives 19 estaven jubilades, 2 estaven estudiant i 13 estaven classificades com a «altres inactius».

### Ingressos
El 2009 a Bonnac hi havia 74 unitats fiscals que integraven 161 persones, la mediana anual d'ingressos fiscals per persona era de 11.432 €.

### Activitats econòmiques
Dels 3 establiments que hi havia el 2007, 1 era d'una empresa de construcció i 2 d'empreses de comerç i reparació d'automòbils.
L'únic servei als particulars que hi havia el 2009 era una fusteria.
L'any 2000 a Bonnac hi havia 19 explotacions agrícoles.

## Poblacions més properes
El següent diagrama mostra les poblacions més properes.